# Serhij Kowalez
Serhij Iwanowytsch Kowalez (ukrainisch Сергій Іванович Ковалець, * 5. September 1968 in Tschechowe, Oblast Krim) ist ein ehemaliger sowjetischer und ukrainischer Fußballspieler. Seit 2005 arbeitet er als Fußballtrainer.

## Spielerkarriere
Kowalez bestritt zwischen 1989 und 1994 118 Spiele für «Dynamo» (Kiew), und zwischen 1992 und 1994 10 Spiele für ukrainische Nationalmannschaft.

## Trainerkarriere
Am 13. Mai 2020 wurde er zum Cheftrainer von «Tschornomorez» (Odessa) ernannt.

## Erfolge als Spieler
- UdSSR Meisterschaft: 1990
- UdSSR-Pokal: 1989/90
- Ukrainische Meisterschaft: 1992/93, 1993/94
- Ukrainischer Pokal: 1993